# Espas
Espas település Franciaországban, Gers megyében. Lakosainak száma 132 fő (2022. január 1.). Espas Avéron-Bergelle, Bascous, Dému, Manciet és Séailles községekkel határos.

## Népesség
A település népességének változása:
| Lakosok száma | 188  | 151  | 132  | 119  | 117  | 120  | 123  | 125  | 125  | 132  |
|               | 1968 | 1982 | 1990 | 2006 | 2013 | 2015 | 2017 | 2019 | 2020 | 2022 |